# 15945 Raymondavid
15945 Raymondavid è un asteroide della fascia principale. Scoperto nel 1998, presenta un'orbita caratterizzata da un semiasse maggiore pari a 3,1574266 UA e da un'eccentricità di 0,1309352, inclinata di 4,82021° rispetto all'eclittica.